# 社會創新
社会创新（英語：Social Innovation）是旨在以比现有解决方案更好的方式满足社会需求的新的社会實踐， 是例如工作条件 ， 教育 ， 社区发展或健康等产生的 。 这些思想的产生是为了扩大和強化公民社会 。 社会创新包括创新的社会流程 ，如開源的方法和技术，也是创新，其中有一个社会目標般的行动 ， 虚拟志愿服务 ， 小额贷款 ，或远程学习 。 社會創新的定義有很多，但是，它们通常是包括有關社會目标，参与者之间或参与者多样性之间的社会互動，社会产出和创新性的广泛标准（创新对于它所针对的受益人至少是“新的”）。 不同的定义包括这些标准的不同组合和不同数量（例如 欧盟正在使用强调社会目标和参与者互动的定義 。 變革性的社会创新不仅為看似棘手的问题引入了新的方法，而且成功地改变了最初造成问题的社會制度。  社會創新的目標，會跟聯合國定義的17個永續發展目標作對接。

## 台灣
行政院107年8月公布社會創新行動方案